# 松岡橋
松岡橋（まつおかはし）は、福島県東白川郡塙町から同郡棚倉町に跨る道路橋である。

## 概要
- 全長：121.0m
- 幅員：7.0m
- 竣工：1960年[1]

塙町と棚倉町の市村境をなす一級水系久慈川本流を渡り、国道118号を通す。東詰は塙町塙字末広町、字松岡の字境に、西詰は棚倉町八槻字松岡に位置する。さらに西側にて蛇行する町境と再び接し、この地点の信号交差点で福島県道230号矢祭山八槻線と接続する。現在の橋は1960年に架け替えられたもので、橋上は上下対向2車線で供用されている。歩道が未整備であったことから歩行者、自転車交通の安全性向上のため、地域自立活性化事業により人道側道橋が建設され、2011年に開通した。
松岡橋側道橋
- 全長：119.0m
  - 主径間：40.0m
- 幅員：2.0m
- 形式：3径間鋼連続鈑桁橋
- 竣工：2011年
- 施工：矢田工業

## 沿革
- 1902年8月 - 全長109m、幅員4mの木橋として架橋される[3]。
- 1960年 - 現在の橋梁が架橋される[4]。
- 2011年 - 側道人道橋が架橋される。

## 周辺
- 塙厚生病院